# Albert Prévost
Pour les articles homonymes, voir Prévost.
Albert Prévost est un neurologue et médecin légiste québécois, né le 5 août 1881 à Montréal et décédé dans la même ville le 4 juillet 1926. Il fut le premier titulaire de la chaire de neurologie de l’Université Laval à Montréal et le fondateur du Sanatorium Prévost.

## Jeunesse et formation
Fils d'Alexis-Édouard-Armand Prévost, marchand, et de Joséphine-Ida Beaudry, elle-même fille de marchand, Louis-Elzéar-Albert Prévost est né à Montréal le 5 août 1881. Il grandit dans un milieu aisé et débute, en 1895, des études classiques au collège Sainte-Marie. Court, trapu, de stature athlétique, il présente de brillantes aptitudes pour le sport. Après l'obtention de son baccalauréat en juin 1903, il s'inscrit néanmoins en médecine à l'Université Laval à Montréal. Il obtient quatre ans plus tard et « avec distinction », son diplôme de docteur en médecine avant de partir se spécialiser à Paris. C'est là qu'il rencontre sa future femme Thérèse Leduc, fille d'un médecin montréalais, propriétaire de pharmacies, et qu'il retrouve également un ami d'enfance, promis à un grand avenir, un certain Édouard Montpetit. En France, il découvre surtout les grands maîtres de la neurologie, travaillant notamment avec Pierre Marie, André Thomas, Joseph Babinski et surtout Jules Déjerine. Il fait également des stages à l’infirmerie du Dépôt de la Préfecture de police, auprès des aliénistes Ernest Dupré et Gaëtan Gatian de Clérambault. Cela lui permet d’obtenir le titre de médecin légiste de l’université de Paris dès la fin de l’année 1913.
De retour à Montréal, il est engagé au début de l'année 1914 comme médecin au dispensaire des maladies nerveuses de l'hôpital Notre-Dame et intègre la Société médicale de Montréal. Le 4 mai, il devint également agrégé de neurologie à la faculté de médecine de l’Université Laval à Montréal. À la mort de Georges Villeneuve en 1918, il prend la direction du service de neurologie de l’hôpital Notre-Dame, poste qu'il occupera jusqu’à sa mort. Le 8 avril de la même année, il est nommé titulaire de la première chaire de neurologie à l’Université Laval à Montréal. Selon ses élèves, il fut un « professeur écouté, dont la parole chaude, abondante et nette, faisait passer la conviction dans l'esprit des auditeurs. » 

## Carrière médicale
En 1919, constatant le peu d'offres de soin adaptées aux malades nerveux, il décide d'ouvrir un sanatorium afin d'offrir des traitements psychothérapeutiques à des malades privés. Pour ce faire, il rachète une maison bourgeoise à l'homme d'affaires Raoul-Ovide Grothé, à Cartierville, une banlieue au Nord de Montréal, sur le bord de la rivière des Prairies, et la rénove en vue d'accueillir une dizaine de malades. Le Sanatorium Prévost, inc. est inauguré le 27 juillet 1919. Il s'associe rapidement à la garde-malade Charlotte Tassé et au médecin Edgar Langlois pour assurer le bon fonctionnement de l'institution qui accueille également en octobre 1919 une école d'infirmières en son sein. 
En plus de ses activités d'enseignement et de responsable du sanatorium, le Dr Prévost agit en tant que médecin-expert des tribunaux. Il sera notamment expert au cours du célèbre procès d'Aurore l’enfant martyre. 
En janvier 1925, il intègre le au bureau de direction de l’Union médicale du Canada, la revue de l'Association des médecins de langue française du Canada, dont il est membre depuis 1922.
Le Dr Prévost a relativement peu écrit. On trouve des traces de ses travaux dans les comptes-rendus de la Société médicale de Montréal parus dans L'Union médicale du Canada. Selon l'historien Guy Grenier, « son principal apport au savoir résiderait dans les coupes anatomiques du cerveau ou de la moelle épinière qu’il réalisait et qui permettaient de confirmer son diagnostic ou celui de ses confrères. » 
L'homme fut pourtant un médecin et un enseignant actif, se consacrant corps et âme à ses patients comme à ses étudiants. À la suite de son décès, l'auteur anonyme de son hommage paru le 10 juillet 1926 dans Le Devoir affirma ainsi : « Pour la première fois, il se repose. »

## Décès, funérailles et postérité
Dans la nuit du 3 juillet 1926, de retour d’une consultation à Berthier, en compagnie du docteur D.-Alfred Benoit, le Dr Prévost est en effet victime d'un accident d'automobile sur la route entre L’Assomption et Saint-Paul-l’Ermite. Transporté à l’hôpital Royal Victoria de Montréal, il y décède le lendemain des suites de ses blessures. Il laisse derrière lui une femme et quatre enfants: Jean, Guy, Françoise et Yves. Ses obsèques eurent lieu le 7 juillet à Montréal devant une foule imposante et sa dépouille sera inhumée au Cimetière Notre-Dame-des-Neiges, à Montréal.
Grâce au travail assidu de sa garde-malade Charlotte Tassé, son sanatorium lui survivra, devenant, sous le nom de Sanatorium Albert-Prévost (1926), puis d'Institut Albert-Prévost (1955), l'un des plus importants centres psychiatriques du Québec. Il existe toujours aujourd'hui comme département de psychiatrie de l'Hôpital du Sacré-Cœur de Montréal, sous le nom de Pavillon Albert-Prévost. 